# 佐倉淳一
佐倉 淳一（さくら じゅんいち、1964年 -）は、日本の小説家、精神科医。

## 概要
- 2010年、「ボクら星屑のダンス」で第30回横溝正史ミステリ大賞のテレビ東京賞を受賞。
- 過去には、横溝正史ミステリ大賞の第25回と27回で最終選考まで残った経歴がある。

## 人物
- 静岡県浜松市出身。
- 浜松西高校卒業、大阪大学大学院（博士課程）修了。
- 同じ第30回横溝正史ミステリ大賞で優秀賞を受賞した蓮見恭子とはツイッター上で親交がある。

## 作品リスト
- ボクら星屑のダンス（角川文庫、2011年7月）
- 明日（角川書店、2013年10月 / 角川文庫、2017年12月）
- 学校ジャック（角川文庫、2018年3月）